# Речное (Бахчисарайский район)
Речно́е (укр. Річне, крымскотат. Reçnoye, Речное) — село в Бахчисарайском районе Республики Крым, в составе Железнодорожненского сельского поселения (согласно административно-территориальному делению Украины — Железнодорожненкого сельского совета Бахчисарайского района Автономной Республики Крым).

## Население
| 2001 | 2014 |
| ---- | ---- |
| 393  | ↘337 |

Всеукраинская перепись 2001 года показала следующее распределение по носителям языка
| Язык             | Процент |
| ---------------- | ------- |
| русский          | 69.47   |
| крымскотатарский | 21.12   |
| украинский       | 6.87    |

### Динамика численности
- 1989 год — 254 чел[9].
- 2001 год — 393 чел[10].
- 2009 год — 423 чел.[11]
- 2014 год — 337 чел.[12]

## Современное состояние

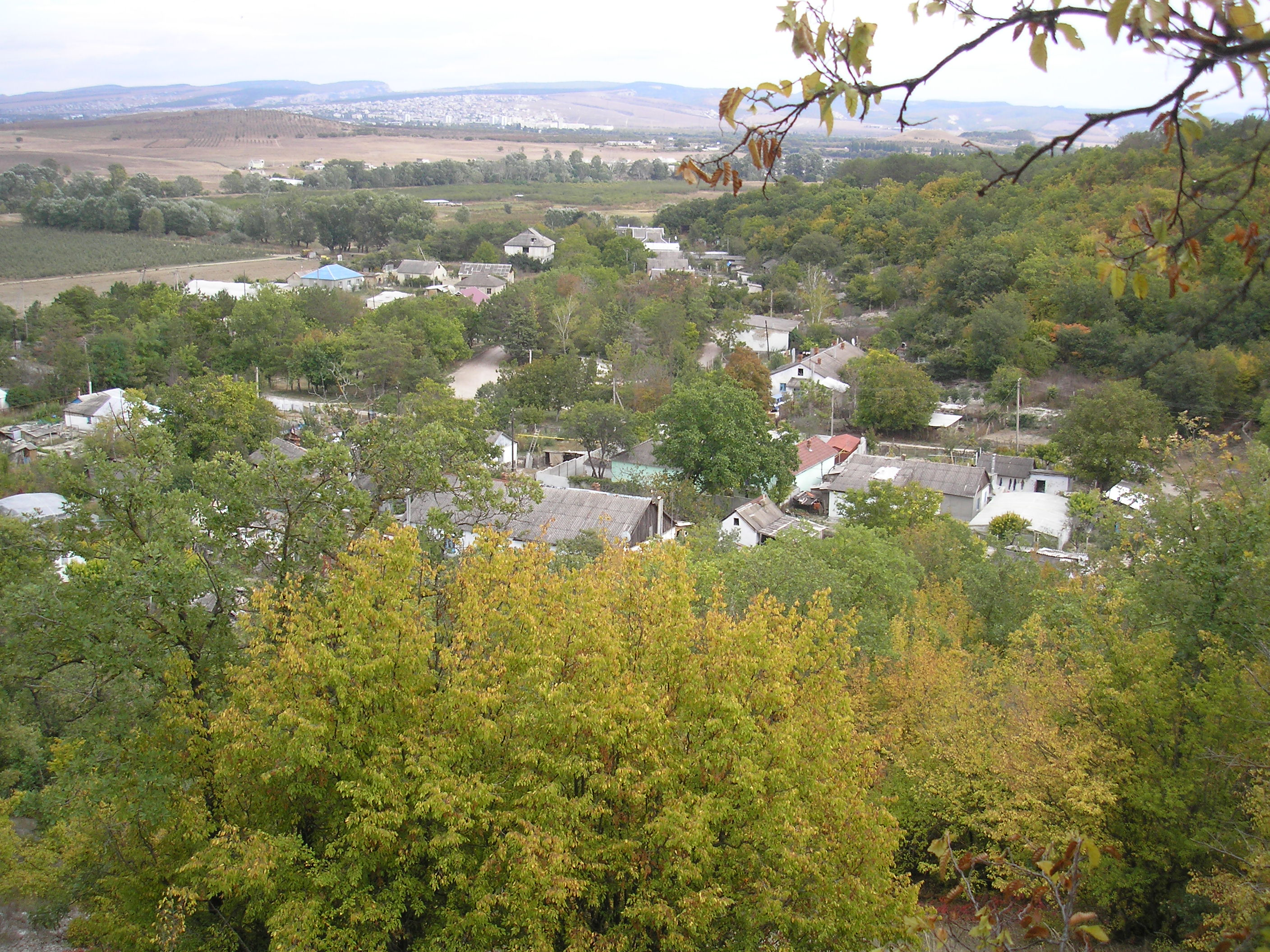
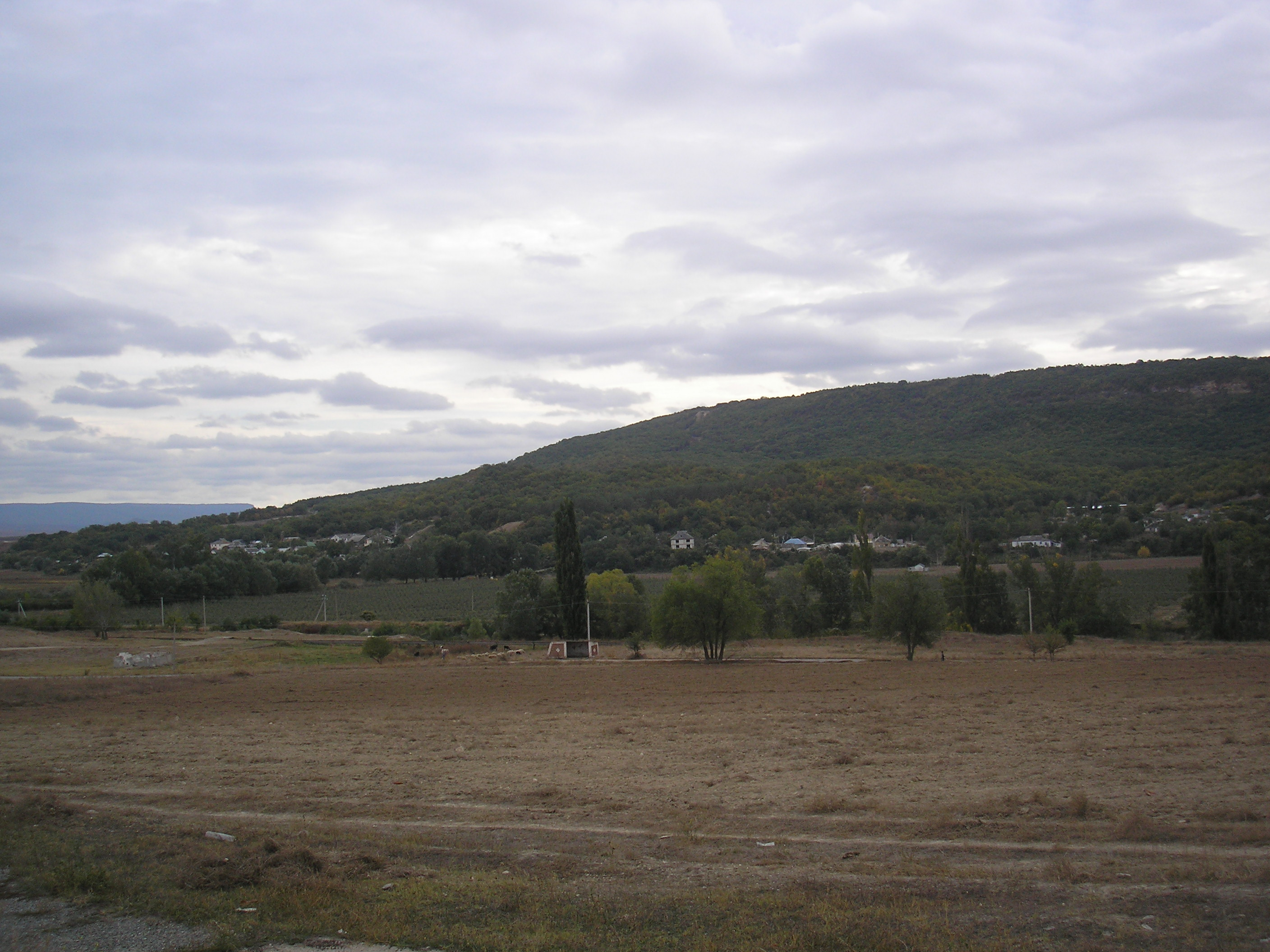
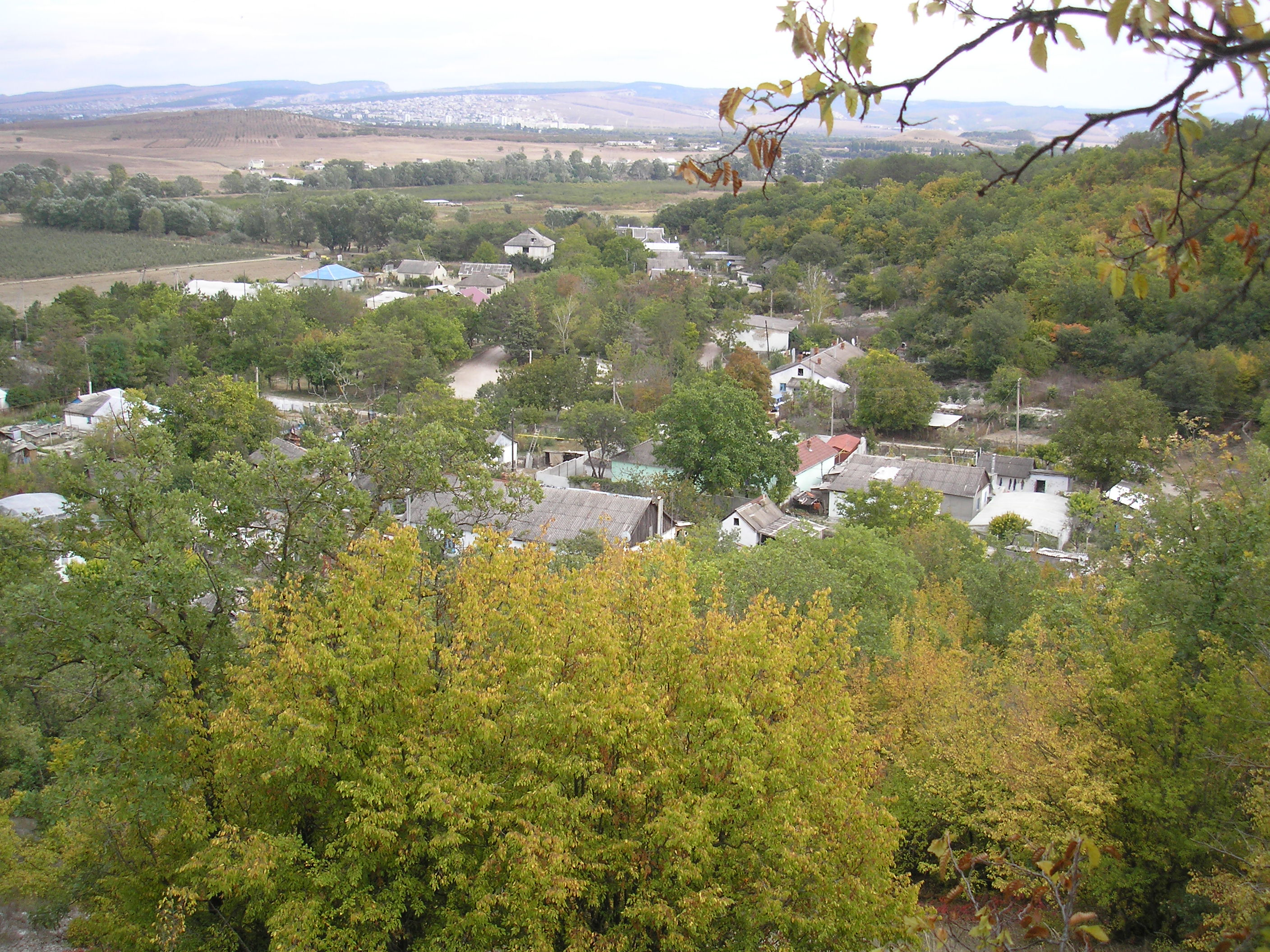
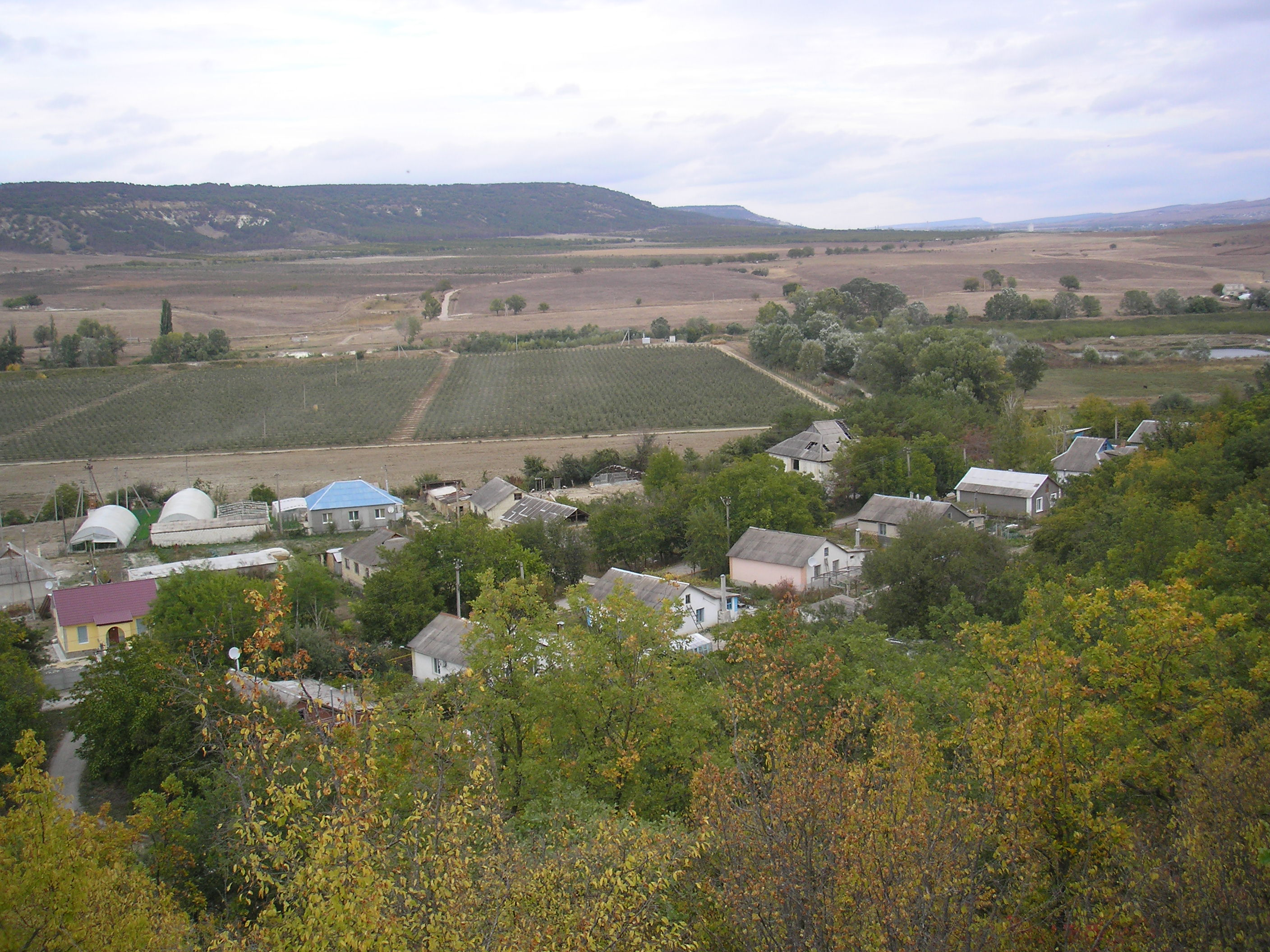

В Речном 6 улиц, в селе, на площади 3,7 гектара в 88 дворах, по данным сельсовета на 2009 год, проживало 432 человека, в селефункционировало 2 магазина. Ранее входило в состав совхоза им. Коминтерна.

## История
Речное, судя по доступным документам, возникло после Великой Отечественной войны. На 15 июня 1960 года село уже
входило в состав Подгородненского сельсовета, как и на 1968 год. С 1970 года в Железнодорожненском. По данным переписи 1989 года в селе проживало 254 человека. С 12 февраля 1991 года село в восстановленной Крымской АССР, 26 февраля 1992 года переименованной в Автономную Республику Крым. С 21 марта 2014 года в составе Крыма аннексировано Россией.

## География
Село расположилось на левом (южном) склоне долины реки Кача в центральной части района, у подножия горного массива Каратау Внешней гряды Крымских гор, примерно в 9 километрах от Бахчисарая, в 2 километрах от шоссе 35Р-001 Симферополь — Севастополь по автодороге 35Н-056 (по украинской классификации — С-0-10218). Ближайшие железнодорожные станции — платформа 1501 км (2 км) и станция Сирень в 3 километрах. Соседние сёла: Железнодорожное в 2-х километрах; до Долинного, Новенького и Мостового менее километра, но они расположены на другом берегу Качи, и по шоссе до них довольно далеко. Высота центра села над уровнем моря 112 м, связано с Бахчисараем автобусным сообщением